# Ökophysiologie
Die Ökophysiologie (engl.: physiological ecology, environmental physiology) beschäftigt sich mit Aspekten der Physiologie, die in direkter Beziehung zur Umwelt der betreffenden Art stehen. Mit ähnlichen Themen, aber noch stärker in der Fragestellung ökologisch ausgerichtet, beschäftigen sich die Physiologische Ökologie und auch die Autökologie, doch gehen die Inhalte dieser Forschungsrichtungen vielfach ineinander über.

## Themen der Ökophysiologie
Die Ökophysiologie untersucht Eigenschaften von Tieren und Pflanzen, die in Wechselwirkung zur Umwelt stehen und vielfach als Anpassungen an ihre jeweiligen Lebensräume zu sehen sind: Zum Beispiel die Anpassung der Metallophyten an hohe Schwermetallkonzentrationen im Boden, eines dicken Pelzes bei arktischen Säugetieren oder der Echoorientierung bei Fledermäusen und Flussdelphinen. Auch Eigenheiten und Anpassungen der Energiebilanz von Tieren (zum Beispiel Aufwendung für die Homoiothermie unter kühlen Klimaten) gelten als Forschungsinhalte der Ökophysiologie.
Im Bereich der Mikrobiologie ist Ökophysiologie weitgehend gleichzusetzen mit dem Forschungsinhalt der Physiologie der Mikroorganismen. Infolge der raschen und intensiven Selektionswirkungen bei Mikroorganismen geht sie hier auch leicht in Themenfelder der Genetik über. Manche angewandten Ausrichtungen der mikrobiologischen Physiologie bzw. Ökophysiologie untersuchen speziell die Anpassung an Umweltbelastungen (zum Beispiel an organische Stoffe im Wasser oder Boden, an hohen Salzgehalt oder an anoxische Bedingungen).

## Botanisch ausgerichtete Ökophysiologen
Als Begründer der botanisch ausgerichteten Ökophysiologie gilt unter anderen Ernst Stahl. In der ersten Hälfte des 20. Jahrhunderts haben Otto Stocker, Bruno Huber und Heinrich Walter bedeutende Beiträge zu diesem Wissensgebiet geleistet. Unter den späteren Ökophysiologen botanischer Ausrichtung sind im deutschsprachigen Raum Otto Ludwig Lange (1927–2017, Universität Würzburg),  Walter Larcher (* 1929, Universität Innsbruck), Ernst-Detlef Schulze (* 1941, MPI für Biogeochemie in Jena), Christian Körner (geb. 1949, Universität Basel) sowie Donat-Peter Häder (Friedrich-Alexander-Universität Erlangen-Nürnberg) exemplarisch zu nennen.

## Zoologisch ausgerichtete Ökophysiologen
Bekannte und einflussreiche Ökophysiologen zoologischer Ausrichtung waren George A. Bartholomew (1919–2006) sowie auch Knut Schmidt-Nielsen (1915–2007).
Im Bereich der energetischen und autökologisch ausgerichteten Ökophysiologie arbeiteten im deutschsprachigen Raum später (zumindest in Teilen ihrer Arbeitsrichtungen)
- Wolfgang Wieser (1924–2017, Universität Innsbruck),
- Winfried Lampert (1941–2021, Max-Planck-Institut für Limnologie in Plön),
- Bruno Streit (* 1948, Johann Wolfgang Goethe-Universität Frankfurt am Main) und etliche weitere.

Daneben kann man zahlreiche Vertreter der Neuro-, Sinnes- und Verhaltensphysiologie als zoologische Ökophysiologen bezeichnen, zum Beispiel Gerhard Neuweiler (1935–2008, Ludwig-Maximilians-Universität München) und mehrere andere.

## Exemplarische Literatur
- Sidney Donald Bradshaw: Vertebrate Ecophysiology. Cambridge University Press, Cambridge 2003.
- Peter Calow: Evolutionary Physiological Ecology. Cambridge University Press, Cambridge. 1987.
- Walter Larcher: Physiological Plant Ecology. Springer, 4. Aufl. 2001.
- B.K. McNab: The Physiological Ecology of Vertebrates: A view from energetics. Comstock Publishing Associates, Ithaca and London, 2002